# Tariqe Fosu
Tariqe Fosu (Wandsworth, Inglaterra, Reino Unido, 5 de noviembre de 1995) es un futbolista ghanés. Juega de extremo y su equipo es el Northampton Town F. C. de la League One. Es internacional absoluto por la selección de Ghana desde 2020.

## Trayectoria
Formado en las inferiores del Reading F. C., fue promovido al primer equipo en la temporada 2014-15, donde debutó en el último partido de la temporada en la victoria por 3-0 sobre el Derby County F. C. en la EFL Championship. Renovó su contrato con el club el 26 de junio de 2015, aunque las siguientes temporadas las pasaría mayoritariamente en el equipo sub-21. Rechazó una extensión de contrato en junio de 2017 y dejaría el club.
En su etapa en Reading, fue enviado a préstamo al Fleetwood Town F. C. de la League One y al Accrington Stanley F. C. y Colchester United F. C. de la League Two.
El 19 de junio de 2017 fichó por el Charlton Athletic F. C. Jugó dos temporadas de League One en su nuevo club. Destaca su hat-trick el 30 de septiembre de 2017 a su antiguo club el Fleetwood Town. Jugó 65 encuentros y anotó 11 goles.
El 1 de julio de 2019 firmó contrato en el Oxford United F. C. de la League One. Solo jugó media temporada, disputó 33 encuentros y anotó 10 goles.
El 31 de enero de 2020 fue transferido al Brentford F. C. en la segunda división inglesa. Disputó 39 encuentros en la English Football League Championship 2020-21, donde el club aseguró el ascenso a la Premier League vía play-offs. Debutó en la Premier el 20 de marzo de 2022 contra el Leicester City F. C. Ese fue uno de los tres partidos que jugó de una temporada en la que estuvo afectado por lesiones. Para que tuviera más oportunidades de jugar y acumulara minutos, en agosto fue cedido al Stoke City F. C. Allí participó en veinte encuentros antes de que en enero se cancelara el préstamo para acabar el curso en el Rotherham United F. C. Se quedó sin equipo una vez este terminó al expirar su contrato.
En la temporada 2023-24 parecía que iba a unirse al Hatayspor, pero el fichaje no se realizó y estuvo entrenando con el Charlton Athletic F. C. Finalmente encontró equipo en agosto de 2024 después de firmar por un año con el Northampton Town F. C.

## Selección nacional
Disputó un encuentro con la selección sub-18 de Inglaterra.
En marzo de 2020 fue citado para los encuentros de Ghana para la clasificación para la Copa Africana de Naciones de 2021, sin embargo fueron pospuestos por la pandemia.[cita requerida]
Debutó con la selección de Ghana en octubre de 2020 en unos encuentros amistosos contra Malí y Catar.

## Estadísticas
Actualizado al último partido disputado al 8 de mayo de 2023.
| Club | Div.          | Temporada     | Liga(1) | Liga(1) | Copas nacionales(2) | Copas nacionales(2) | Total | Total |
| Club | Div.          | Temporada     | Part.   | Goles   | Part.               | Goles               | Part. | Goles |
| --- | ------------- | ------------- | ------- | ------- | ------------------- | ------------------- | ----- | ----- |
| Reading F. C. Inglaterra | 2.ª           | 2014-15       | 1       | 0       | 0                   | 0                   | 1     | 0     |
| Reading F. C. Inglaterra | Total club    | Total club    | 1       | 0       | 0                   | 0                   | 1     | 0     |
| Fleetwood Town F. C. Inglaterra | 3.ª           | 2015-16       | 6       | 1       | 1                   | 0                   | 7     | 1     |
| Fleetwood Town F. C. Inglaterra | Total club    | Total club    | 6       | 1       | 1                   | 0                   | 7     | 1     |
| Accrington Stanley F. C. Inglaterra | 4.ª           | 2015-16       | 9       | 3       | —                   | —                   | 9     | 3     |
| Accrington Stanley F. C. Inglaterra | Total club    | Total club    | 9       | 3       | 0                   | 0                   | 9     | 3     |
| Colchester United F. C. Inglaterra | 4.ª           | 2016-17       | 33      | 5       | 1                   | 1                   | 34    | 6     |
| Colchester United F. C. Inglaterra | Total club    | Total club    | 33      | 5       | 1                   | 1                   | 34    | 6     |
| Charlton Athletic F. C. Inglaterra | 3.ª           | 2017-18       | 32      | 9       | 3                   | 0                   | 35    | 9     |
| Charlton Athletic F. C. Inglaterra | 3.ª           | 2018-19       | 27      | 2       | 3                   | 0                   | 30    | 2     |
| Charlton Athletic F. C. Inglaterra | Total club    | Total club    | 59      | 11      | 6                   | 0                   | 65    | 11    |
| Oxford United F. C. Inglaterra | 3.ª           | 2019-20       | 25      | 8       | 8                   | 2                   | 33    | 10    |
| Oxford United F. C. Inglaterra | Total club    | Total club    | 25      | 8       | 8                   | 2                   | 33    | 10    |
| Brentford F. C. Inglaterra | 2.ª           | 2019-20       | 11      | 1       | —                   | —                   | 11    | 1     |
| Brentford F. C. Inglaterra | 2.ª           | 2020-21       | 41      | 4       | 8                   | 0                   | 49    | 4     |
| Brentford F. C. Inglaterra | 1.ª           | 2021-22       | 1       | 0       | 2                   | 0                   | 3     | 0     |
| Brentford F. C. Inglaterra | Total club    | Total club    | 53      | 5       | 10                  | 0                   | 63    | 5     |
| Stoke City F. C. Inglaterra | 2.ª           | 2022-23       | 20      | 0       | 0                   | 0                   | 20    | 0     |
| Stoke City F. C. Inglaterra | Total club    | Total club    | 20      | 0       | 0                   | 0                   | 20    | 0     |
| Rotherham United F. C. Inglaterra | 2.ª           | 2022-23       | 19      | 1       | —                   | —                   | 19    | 1     |
| Rotherham United F. C. Inglaterra | Total club    | Total club    | 19      | 1       | 0                   | 0                   | 19    | 1     |
| Northampton Town F. C. Inglaterra | 3.ª           | 2024-25       | 0       | 0       | 0                   | 0                   | 0     | 0     |
| Northampton Town F. C. Inglaterra | Total club    | Total club    | 0       | 0       | 0                   | 0                   | 0     | 0     |
| Total carrera | Total carrera | Total carrera | 225     | 34      | 26                  | 3                   | 251   | 37    |
| (1) Incluye datos de los playoffs de la League Two, la League One y la EFL Championship. (2) Incluye datos de la FA Cup, la Copa de la Liga de Inglaterra y el EFL Trophy. |               |               |         |         |                     |                     |       |       |

## Vida personal
Nacido en Inglaterra, es descendiente ghanés.